# Bandera del Estado Sud-Peruano
La bandera del Estado Sud-Peruano se componía de un campo vertical de color rojo a la izquierda y dos horizontales a la derecha de colores verde (arriba) y blanco (debajo), con el emblema del Estado en la banda punzó. Se presume que durante la época de vida del Estado Sud-Peruano se agregó la quinta estrella sobre el sol, en el emblema, en representación del Departamento de Litoral, situación que es evidente en las monedas acuñadas por el mismo Estado.
Los colores de la bandera representan la unión de los colores comunes del Perú y Bolivia, ya que Sud-Perú representaba la unión e integración de ambos países.